# Campeonato Mundial de Media Maratón de 2016
El Campeonato Mundial de Media Maratón Cardiff 2016 fue una competición de media maratón organizada por la Asociación Internacional de Federaciones de Atletismo (siglas IAAF en inglés). La 22.ª edición tuvo lugar el día 26 de marzo de 2016 en Cardiff, Reino Unido, siendo la cuarta vez que se organizaba en la Gran Bretaña. Se inscribieron oficialmente 191 atletas que representaban a 51 países.

## Medallero
| Evento                  | Oro                                   | Plata                               | Bronce                          |
| ----------------------- | ------------------------------------- | ----------------------------------- | ------------------------------- |
| Individual              |                                       |                                     |                                 |
| Media maratón masculina | Geoffrey Kipsang Kamworor Kenia 59:10 | Bedan Karoki Muchiri Kenia 59:36    | Mohamed Farah Reino Unido 59:59 |
| Media maratón femenina  | Peres Jepchirchir Kenia 1:07:31       | Cynthia Jerotich Limo Kenia 1:07:34 | Mary Wacera Ngugi Kenia 1:07:54 |
| Por equipos             |                                       |                                     |                                 |
| Media maratón masculina | Kenia 2:58:58                         | Etiopía 3:01:16                     | Eritrea 3:06:18                 |
| Media maratón femenina  | Kenia 3:22:59                         | Etiopía 3:26:29                     | Japón 3:32:25                   |

## Resultados

### Media maratón masculina
Los resultados de la media maratón masculina fueron los siguientes:
| Rank                                | Nombre                    | País                            | Tiempo  | Notas         |
| ----------------------------------- | ------------------------- | ------------------------------- | ------- | ------------- |
| Medalla de oro, Juegos Olímpicos    | Geoffrey Kipsang Kamworor | Kenia                           | 59:10   | Season Best   |
| Medalla de plata, Juegos Olímpicos  | Bedan Karoki Muchiri      | Kenia                           | 59:36   | Season Best   |
| Medalla de bronce, Juegos Olímpicos | Mo Farah                  | Reino Unido                     | 59:59   | Season Best   |
| 4                                   | Abayneh Ayele             | Etiopía                         | 59:59   | Personal Best |
| 5                                   | Tamirat Tola              | Etiopía                         | 1:00:06 | Personal Best |
| 6                                   | Simon Cheprot             | Kenia                           | 1:00:12 | Season Best   |
| 7                                   | Abrar Osman               | Eritrea                         | 1:00:58 | Season Best   |
| 8                                   | Mule Wasihun              | Etiopía                         | 1:01:11 | Season Best   |
| 9                                   | Edwin Kiprop Kiptoo       | Kenia                           | 1:01:21 |               |
| 10                                  | Stephen Mokoka            | Sudáfrica                       | 1:01:27 | Season Best   |
| 11                                  | Teshome Mekonen           | Etiopía                         | 1:01:39 | Season Best   |
| 12                                  | Edwin Kipyego             | Kenia                           | 1:01:52 |               |
| 13                                  | Nguse Amlosom             | Eritrea                         | 1:01:54 |               |
| 14                                  | Paul Pollock              | Irlanda                         | 1:02:46 | Season Best   |
| 15                                  | Callum Hawkins            | Reino Unido                     | 1:02:51 |               |
| 16                                  | Guye Adola                | Etiopía                         | 1:03:26 |               |
| 17                                  | Hiskel Tewelde            | Eritrea                         | 1:03:26 | Season Best   |
| 18                                  | Ayad Lamdassem            | España                          | 1:03:29 | Season Best   |
| 19                                  | Sidi-Hassan Chahdi        | Francia                         | 1:03:30 | Season Best   |
| 20                                  | Michael Shelley           | Australia                       | 1:03:33 | Season Best   |
| 21                                  | Robert Chemonges          | Uganda                          | 1:03:39 | Personal Best |
| 22                                  | Naoki Kudo                | Japón                           | 1:03:41 |               |
| 23                                  | Timothy Ritchie           | Estados Unidos                  | 1:03:49 | Season Best   |
| 24                                  | Samsom Gebreyohannes      | Eritrea                         | 1:04:03 |               |
| 25                                  | Stefano La Rosa           | Italia                          | 1:04:05 | Season Best   |
| 26                                  | Jared Ward                | Estados Unidos                  | 1:04:05 | Season Best   |
| 27                                  | Dewi Griffiths            | Reino Unido                     | 1:04:10 | Personal Best |
| 28                                  | Minato Oishi              | Japón                           | 1:04:11 |               |
| 29                                  | Keijiro Mogi              | Japón                           | 1:04:19 |               |
| 30                                  | Jhordan Alonso Ccope      | Perú                            | 1:04:23 | Season Best   |
| 31                                  | Asbjørn Ellefsen Persen   | Noruega                         | 1:04:32 |               |
| 32                                  | Scott Bauhs               | Estados Unidos                  | 1:04:34 |               |
| 33                                  | Mariano Mastromarino      | Argentina                       | 1:04:35 | Personal Best |
| 34                                  | Wellington da Silva       | Brasil                          | 1:04:43 | Season Best   |
| 35                                  | Keisuke Nakatani          | Japón                           | 1:04:43 |               |
| 36                                  | Shogo Nakamura            | Japón                           | 1:04:49 |               |
| 37                                  | Mbongeni Ngxazozo         | Sudáfrica                       | 1:04:51 | Season Best   |
| 38                                  | Reid Coolsaet             | Canadá                          | 1:04:56 | Season Best   |
| 39                                  | Raverso Ramos             | Perú                            | 1:04:59 | Personal Best |
| 40                                  | Ricardo Ramos             | México                          | 1:05:00 |               |
| 41                                  | Thomas Frazer             | Irlanda                         | 1:05:20 | Personal Best |
| 42                                  | Kevin Seaward             | Irlanda                         | 1:05:23 | Season Best   |
| 43                                  | Denis Mayaud              | Francia                         | 1:05:48 | Season Best   |
| 44                                  | Ferdinand Pacheco         | Perú                            | 1:06:05 | Season Best   |
| 45                                  | Ryan McLeod               | Reino Unido                     | 1:06:13 | Season Best   |
| 46                                  | Rob Watson                | Canadá                          | 1:06:15 |               |
| 47                                  | Diego Colorado            | Colombia                        | 1:06:16 | Season Best   |
| 48                                  | Nicolae-Alexandru Soare   | Rumania                         | 1:06:18 | Season Best   |
| 49                                  | Lars Budolfsen            | Dinamarca                       | 1:06:28 | Season Best   |
| 50                                  | Sergiu Ciobanu            | Irlanda                         | 1:06:30 | Season Best   |
| 51                                  | Daniel Vargas             | México                          | 1:06:32 | Season Best   |
| 52                                  | Nelson Ito                | Perú                            | 1:06:34 | Season Best   |
| 53                                  | Matthew Hynes             | Reino Unido                     | 1:06:37 | Season Best   |
| 54                                  | Gerald Giraldo            | Colombia                        | 1:06:39 | Personal Best |
| 55                                  | Tesama Moogas             | Israel                          | 1:06:41 |               |
| 56                                  | Ben Bruce                 | Estados Unidos                  | 1:06:46 |               |
| 57                                  | Kári Steinn Karlsson      | Islandia                        | 1:06:49 | Season Best   |
| 58                                  | Juraj Vitko               | Eslovaquia                      | 1:06:50 | Season Best   |
| 59                                  | Yolo Nikolov              | Bulgaria                        | 1:06:52 | Personal Best |
| 60                                  | Jesper Faurschou          | Dinamarca                       | 1:06:53 | Season Best   |
| 61                                  | Vuyisile Tshoba           | Sudáfrica                       | 1:06:55 |               |
| 62                                  | Romain Courcières         | Francia                         | 1:07:02 |               |
| 63                                  | Janis Viskers             | Letonia                         | 1:07:34 | Season Best   |
| 64                                  | Theis Nijhuis             | Dinamarca                       | 1:07:49 | Season Best   |
| 65                                  | Danmuzhenciwang           | China                           | 1:07:52 | Personal Best |
| 66                                  | Rui Yong Soh              | Singapur                        | 1:07:56 | Season Best   |
| 67                                  | Arnar Pétursson           | Islandia                        | 1:08:02 | Personal Best |
| 68                                  | Djamel Bachiri            | Francia                         | 1:08:09 |               |
| 69                                  | Dmytro Lashyn             | Ucrania                         | 1:08:49 | Season Best   |
| 70                                  | Daniel Daly               | Croacia                         | 1:08:51 | Season Best   |
| 71                                  | Paul Lalire               | Francia                         | 1:08:58 | Season Best   |
| 72                                  | Shokhrukh Davlatov        | Uzbekistán                      | 1:09:56 | Personal Best |
| 73                                  | Zhoodar Kochkonbaev       | Kirguistán                      | 1:10:07 | Personal Best |
| 74                                  | Marcel Tschopp            | Liechtenstein                   | 1:10:48 | Season Best   |
| 75                                  | Brandon Lord              | Canadá                          | 1:11:00 |               |
| 76                                  | Hussein Ahmed             | Egipto                          | 1:11:21 | Personal Best |
| 77                                  | Belal Ahmed               | Egipto                          | 1:11:29 | Personal Best |
| 78                                  | Saby Luna                 | México                          | 1:11:32 | Season Best   |
| 79                                  | Gladwin Mzazi             | Sudáfrica                       | 1:11:49 | Season Best   |
| 80                                  | Charlton Debono           | Malta                           | 1:12:03 |               |
| 81                                  | Kuan Un Iao               | Macao                           | 1:13:55 | Personal Best |
| 82                                  | Modike Lucky Mohale       | Sudáfrica                       | 1:15:28 |               |
| 83                                  | Abdi Madar Amare          | Somalia                         | 1:15:53 | Personal Best |
| 84                                  | Elsidig Ibrahim           | Sudán                           | 1:17:07 | Season Best   |
| 85                                  | Armann Eydal Albertsson   | Islandia                        | 1:17:22 | Season Best   |
| —                                   | Sean Hehir                | Irlanda                         | DQ      |               |
| —                                   | David Nilsson             | Suecia                          | DNS     |               |
| —                                   | Patrick Muleki            | República Democrática del Congo | DNS     |               |

### Media maratón femenina
Los resultados de la media maratón femenina fueron los siguientes:
| Rank                                | Nombre                      | País               | Tiempo  | Notas               |
| ----------------------------------- | --------------------------- | ------------------ | ------- | ------------------- |
| Medalla de oro, Juegos Olímpicos    | Peres Jepchirchir           | Kenia              | 1:07:31 |                     |
| Medalla de plata, Juegos Olímpicos  | Cynthia Jerotich Limo       | Kenia              | 1:07:34 |                     |
| Medalla de bronce, Juegos Olímpicos | Mary Wacera Ngugi           | Kenia              | 1:07:54 |                     |
| 4                                   | Netsanet Gudeta             | Etiopía            | 1:08:01 | Season Best         |
| 5                                   | Genet Yalew                 | Etiopía            | 1:08:15 |                     |
| 6                                   | Gladys Chesir Kiptagelai    | Kenia              | 1:08:46 |                     |
| 7                                   | Pascalia Chepkorir Kipkoech | Kenia              | 1:09:44 | Season Best         |
| 8                                   | Dehininet Demsew            | Etiopía            | 1:10:13 | Personal Best       |
| 9                                   | Gladys Tejeda               | Perú               | 1:10:14 | Récord sudamericano |
| 10                                  | Yuka Ando                   | Japón              | 1:10:34 |                     |
| 11                                  | Janet Cherobon-Bawcom       | Estados Unidos     | 1:10:46 | Season Best         |
| 12                                  | Eloise Wellings             | Australia          | 1:10:47 |                     |
| 13                                  | Milly Clark                 | Australia          | 1:10:48 | Personal Best       |
| 14                                  | Miho Shimizu                | Japón              | 1:10:51 |                     |
| 15                                  | Sara Hall                   | Estados Unidos     | 1:10:58 |                     |
| 16                                  | Veronica Inglese            | Italia             | 1:10:59 | Season Best         |
| 17                                  | Mizuki Matsuda              | Japón              | 1:11:00 |                     |
| 18                                  | Cassie Fien                 | Australia          | 1:11:13 | Personal Best       |
| 19                                  | Kellys Arias                | Colombia           | 1:11:21 | Personal Best       |
| 20                                  | Lanni Marchant              | Canadá             | 1:11:26 | Season Best         |
| 21                                  | Vianey de la Rosa           | México             | 1:11:52 | Personal Best       |
| 22                                  | Margarita Hernández         | México             | 1:11:56 | Personal Best       |
| 23                                  | Tarah Korir                 | Canadá             | 1:12:04 | Personal Best       |
| 24                                  | Askale Alemayehu            | Etiopía            | 1:12:28 | Season Best         |
| 25                                  | Kellyn Taylor               | Estados Unidos     | 1:12:42 | Season Best         |
| 26                                  | Laurane Picoche             | Francia            | 1:12:43 | Season Best         |
| 27                                  | Alyson Dixon                | Reino Unido        | 1:12:57 | Season Best         |
| 28                                  | Brianne Nelson              | Estados Unidos     | 1:13:01 | Season Best         |
| 29                                  | Sinke Dessie                | Etiopía            | 1:13:12 | Personal Best       |
| 30                                  | Angie Orjuela               | Colombia           | 1:13:16 | Season Best         |
| 31                                  | Souad Aït Salem             | Argelia            | 1:13:18 |                     |
| 32                                  | Jovana de la Cruz           | Perú               | 1:13:19 | Personal Best       |
| 33                                  | Charlotte Purdue            | Reino Unido        | 1:13:20 | Season Best         |
| 34                                  | Laura Batterink             | Canadá             | 1:13:24 | Season Best         |
| 35                                  | Paula-Claudia Todoran       | Rumania            | 1:13:27 | Season Best         |
| 36                                  | Hisami Ishii                | Japón              | 1:13:41 |                     |
| 37                                  | Nolene Conrad               | Sudáfrica          | 1:13:45 | Season Best         |
| 38                                  | Rosaria Console             | Italia             | 1:13:45 |                     |
| 39                                  | Anna Incerti                | Italia             | 1:14:00 | Season Best         |
| 40                                  | Kit-Ching Yiu               | Hong Kong          | 1:14:19 | Season Best         |
| 41                                  | Lebogang Phalula            | Sudáfrica          | 1:14:21 | Season Best         |
| 42                                  | Cornelia Joubert            | Sudáfrica          | 1:14:23 | Season Best         |
| 43                                  | Kenza Dahmani Tifahi        | Argelia            | 1:14:33 | Season Best         |
| 44                                  | Cuomu Ciren                 | China              | 1:14:37 | Personal Best       |
| 45                                  | Valdilene Silva             | Brasil             | 1:14:38 | Personal Best       |
| 46                                  | Mariya Korobitskaya         | Kirguistán         | 1:14:46 | Personal Best       |
| 47                                  | Ángela Figueroa             | Colombia           | 1:14:46 | Personal Best       |
| 48                                  | Laila Soufyane              | Italia             | 1:15:05 |                     |
| 49                                  | Tina Muir                   | Reino Unido        | 1:15:12 | Season Best         |
| 50                                  | Brenda Flores               | México             | 1:15:19 |                     |
| 51                                  | María Peralta               | Argentina          | 1:15:21 | Personal Best       |
| 52                                  | Lizzie Lee                  | Irlanda            | 1:15:36 | Season Best         |
| 53                                  | Marta Galimany              | España             | 1:15:37 |                     |
| 54                                  | Fanny Pruvost               | Francia            | 1:15:37 |                     |
| 55                                  | Louise Langelund Batting    | Dinamarca          | 1:15:41 | Personal Best       |
| 56                                  | Carmen Patricia Martínez    | Paraguay           | 1:15:44 | Récord nacional     |
| 57                                  | Severine Hamel              | Francia            | 1:15:53 | Season Best         |
| 58                                  | Samira Mezeghrane           | Francia            | 1:16:08 | Season Best         |
| 59                                  | Paula Mayobre               | España             | 1:16:13 |                     |
| 60                                  | Luz Mery Rojas              | Perú               | 1:16:13 | Personal Best       |
| 61                                  | Hillary Montgomery          | Estados Unidos     | 1:16:16 |                     |
| 62                                  | Katarina Bérešová           | Eslovaquia         | 1:16:20 | Season Best         |
| 63                                  | Rachel Felton               | Reino Unido        | 1:16:36 |                     |
| 64                                  | Marta Esteban               | España             | 1:16:52 |                     |
| 65                                  | Militsa Mircheva            | Bulgaria           | 1:16:54 | Season Best         |
| 66                                  | Andreea-Alina Pîscu         | Rumania            | 1:17:07 | Personal Best       |
| 67                                  | Ariana Kira Hilborna        | Letonia            | 1:17:11 | Season Best         |
| 68                                  | Mirai Waku                  | Japón              | 1:17:30 | Season Best         |
| 69                                  | Wangmu Nuzeng               | China              | 1:17:35 | Season Best         |
| 70                                  | Jila Dawa                   | China              | 1:17:52 | Personal Best       |
| 71                                  | Chien-Ho Hsieh              | República de China | 1:18:00 |                     |
| 72                                  | Nicolasa Condori            | Perú               | 1:18:21 | Season Best         |
| 73                                  | Karine Pasquier             | Francia            | 1:18:24 | Season Best         |
| 74                                  | Tonya Nero                  | Trinidad y Tobago  | 1:19:53 | Season Best         |
| 75                                  | Irina Moroz                 | Uzbekistán         | 1:22:47 | Personal Best       |
| 76                                  | Dina Lebo Phalula           | Sudáfrica          | 1:23:49 | Season Best         |
| 77                                  | Emma Montiel                | Gibraltar          | 1:25:51 | Season Best         |
| 78                                  | Zintle Xiniwe               | Sudáfrica          | 1:26:30 | Season Best         |
| 79                                  | Long Hoi                    | Macao              | 1:28:37 | Season Best         |
| 80                                  | Allison Edwards             | Gibraltar          | 1:32:08 | Season Best         |
| —                                   | Jenny Spink                 | Reino Unido        | DNF     |                     |
| —                                   | Alessandra Aguilar          | España             | DNF     |                     |
| —                                   | Silvia La Barbera           | Italia             | DNF     |                     |
| —                                   | Amal Mohammed               | Irak               | DNS     |                     |
| —                                   | Rutendo Joan Nyahora        | Zimbabue           | DNS     |                     |
| —                                   | Olha Skrypak                | Ucrania            | DNS     |                     |

## Resultados por equipos

### Media maratón masculina
La clasificación final por equipos de la media maratón masculina fue la siguiente:
| Rank                                | País           | Equipo                                                       | Tiempo  |
| ----------------------------------- | -------------- | ------------------------------------------------------------ | ------- |
| Medalla de oro, Juegos Olímpicos    | Kenia          | Geoffrey Kipsang Kamworor Bedan Karoki Muchiri Simon Cheprot | 2:58:58 |
| Medalla de plata, Juegos Olímpicos  | Etiopía        | Abayneh Ayele Tamirat Tola Mule Wasihun                      | 3:01:16 |
| Medalla de bronce, Juegos Olímpicos | Eritrea        | Abrar Osman Nguse Amlosom Hiskel Tewelde                     | 3:06:18 |
| 4                                   | Reino Unido    | Mohamed Farah Callum Hawkins Dewi Griffiths                  | 3:07:00 |
| 5                                   | Japón          | Naoki Kudo Minato Oishi Keijiro Mogi                         | 3:12:11 |
| 6                                   | Estados Unidos | Timothy Ritchie Jared Ward Scott Bauhs                       | 3:12:28 |
| 7                                   | Sudáfrica      | Stephen Mokoka Mbongeni Ngxazozo Vuyisile Tshoba             | 3:13:13 |
| 8                                   | Irlanda        | Paul Pollock Thomas Frazer Kevin Seaward                     | 3:13:29 |
| 9                                   | Perú           | Jhordan Alonso Ccope Raverso Ramos Ferdinand Pacheco         | 3:15:27 |
| 10                                  | Francia        | Sidi-Hassan Chahdi Denis Mayaud Romain Courcières            | 3:16:20 |
| 11                                  | Dinamarca      | Lars Budolfsen Jesper Faurschou Theis Nijhuis                | 3:21:10 |
| 12                                  | Canadá         | Reid Coolsaet Rob Watson Brandon Lord                        | 3:22:11 |
| 13                                  | México         | Ricardo Ramos Daniel Vargas Saby Luna                        | 3:23:04 |
| 14                                  | Islandia       | Kári Steinn Karlsson Arnar Pétursson Armann Eydal Albertsson | 3:32:13 |

### Media maratón femenina
La clasificación final por equipos de la media maratón femenina fue la siguiente:
| Rank                                | País           | Equipo                                                    | Tiempo  |
| ----------------------------------- | -------------- | --------------------------------------------------------- | ------- |
| Medalla de oro, Juegos Olímpicos    | Kenia          | Peres Jepchirchir Cynthia Jerotich Limo Mary Wacera Ngugi | 3:22:59 |
| Medalla de plata, Juegos Olímpicos  | Etiopía        | Netsanet Gudeta Genet Yalew Dehininet Demsew              | 3:26:29 |
| Medalla de bronce, Juegos Olímpicos | Japón          | Yuka Ando Miho Shimizu Mizuki Matsuda                     | 3:32:25 |
| 4                                   | Australia      | Eloise Wellings Milly Clark Cassie Fien                   | 3:32:48 |
| 5                                   | Estados Unidos | Janet Cherobon-Bawcom Sara Hall Kellyn Taylor             | 3:34:26 |
| 6                                   | Canadá         | Lanni Marchant Tarah Korir Laura Batterink                | 3:36:54 |
| 7                                   | Italia         | Veronica Inglese Rosaria Console Anna Incerti             | 3:38:44 |
| 8                                   | México         | Vianey de la Rosa Margarita Hernández Brenda Flores       | 3:39:07 |
| 9                                   | Colombia       | Kellys Arias Angie Orjuela Ángela Figueroa                | 3:39:23 |
| 10                                  | Perú           | Gladys Tejeda Jovana de la Cruz Luz Mery Rojas            | 3:39:46 |
| 11                                  | Reino Unido    | Alyson Dixon Charlotte Purdue Tina Muir                   | 3:41:29 |
| 12                                  | Sudáfrica      | Nolene Conrad Lebogang Phalula Cornelia Joubert           | 3:42:29 |
| 13                                  | Francia        | Laurane Picoche Fanny Pruvost Severine Hamel              | 3:44:13 |
| 14                                  | España         | Marta Galimany Paula Mayobre Marta Esteban                | 3:48:42 |
| 15                                  | China          | Cuomu Ciren Wangmu Nuzeng Jila Dawa                       | 3:50:04 |

## Tabla de medallas
| Rank               | País               | Oro | Plata | Bronce | Total |
| ------------------ | ------------------ | --- | ----- | ------ | ----- |
| 1                  | Kenia              | 4   | 2     | 1      | 7     |
| 2                  | Etiopía            | 0   | 2     | 0      | 2     |
| 3                  | Eritrea            | 0   | 0     | 1      | 1     |
| 3                  | Japón              | 0   | 0     | 1      | 1     |
| 3                  | Reino Unido        | 0   | 0     | 1      | 1     |
| Totales (5 países) | Totales (5 países) | 4   | 4     | 4      | 12    |

## Países participantes
Se inscribieron al campeonato 191 atletas, 100 hombres y 91 mujeres, provenientes de 51 países. Sin embargo, los representantes de  Yibuti y  Sri Lanka no se presentaron.
- Argelia
- Argentina
- Australia
- Brasil
- Bulgaria
- Canadá
- China
- Colombia
- Congo, República Democrática
- Croacia
- Dinamarca
- Egipto
- Eritrea
- Etiopía
- Eslovaquia
- España
- Estados Unidos
- Francia
- Gibraltar
- Reino Unido
- Hong Kong
- Islandia
- Irak
- Irlanda
- Israel
- Italia
- Japón
- Kenia
- Kirguistán
- Letonia
- Liechtenstein
- Macao
- Malta
- México
- Noruega
- Paraguay
- Perú
- Rumania
- Singapur
- Somalia
- Sudáfrica
- Sudán
- Suecia
- Taiwán
- Trinidad y Tobago
- Uganda
- Ucrania
- Uzbekistán
- Zimbabue